# Municipio de Wyanett
El municipio de Wyanett (en inglés: Wyanett Township) es un municipio ubicado en el condado de Isanti en el estado estadounidense de Minnesota. En el año 2010 tenía una población de 1729 habitantes y una densidad poblacional de 18,7 personas por km².

## Geografía
El municipio de Wyanett se encuentra ubicado en las coordenadas 45°36′27″N 93°26′28″O / 45.60750, -93.44111. Según la Oficina del Censo de los Estados Unidos, el municipio tiene una superficie total de 92.47 km², de la cual 85,69 km² corresponden a tierra firme y (7,33 %) 6,78 km² es agua.

## Demografía
Según el censo de 2010, había 1729 personas residiendo en el municipio de Wyanett. La densidad de población era de 18,7 hab./km². De los 1729 habitantes, el municipio de Wyanett estaba compuesto por el 96,59 % blancos, el 0,29 % eran afroamericanos, el 0,58 % eran amerindios, el 0,4 % eran asiáticos, el 0,12 % eran de otras razas y el 2,02 % eran de una mezcla de razas. Del total de la población el 1,21 % eran hispanos o latinos de cualquier raza.